# Насир ад-дин ибн амир Музаффар
Насир ад-дин ибн амир Музаффар (перс. ناصرالدين بن امير مظفر‎), также известный как Насир ад-дин аль-Ханафи аль-Хусейни аль-Бухари (перс. ناصرالدين الحنفى الحسينى البخارى‎, 1850—1922) — узбекский историк  Бухарского эмирата, автор нескольких исторических трудов на таджикском языке.

## Биография

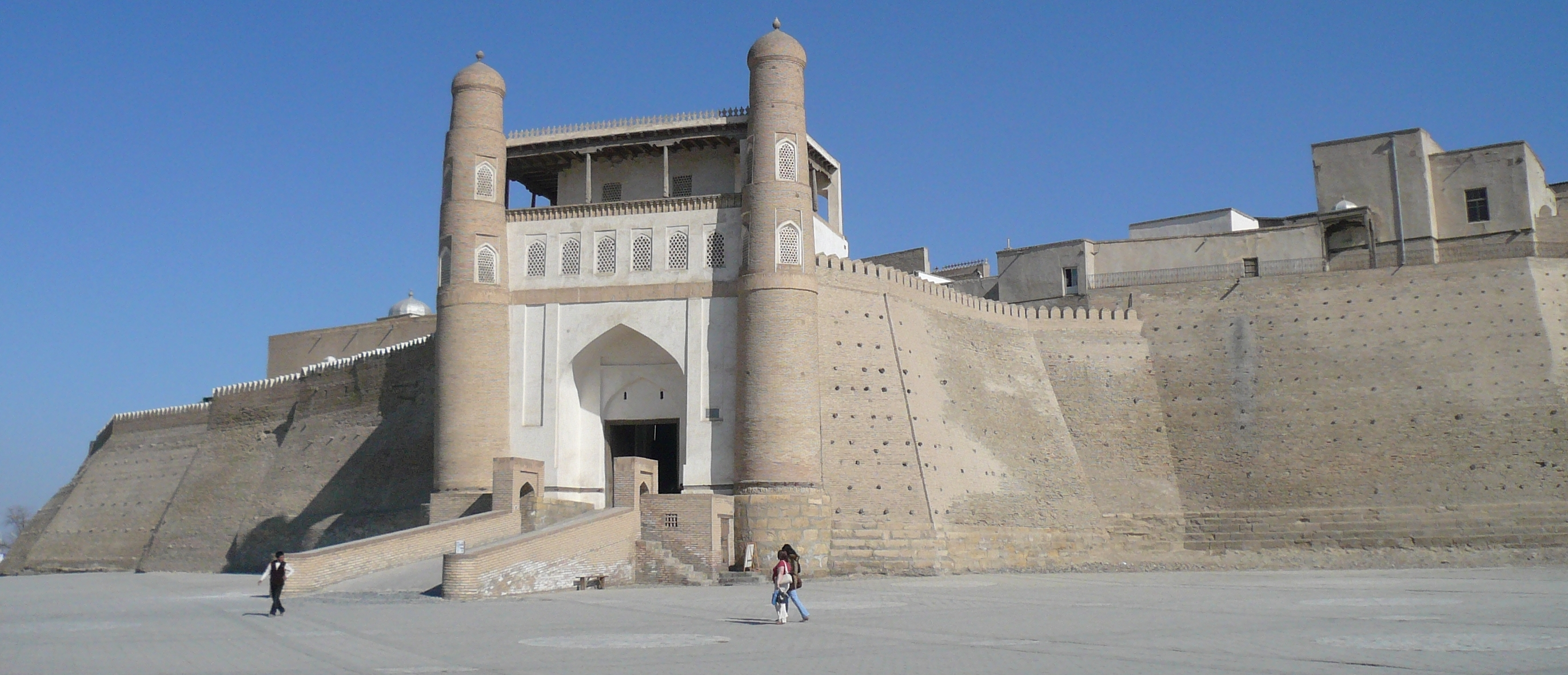
Крепость Бухары

Насир ад-дин родился в середине XIX века в семье бухарского эмира Музаффара. Он был его десятым сыном. Обучался в медресе Бухары, в 1921—1923 годах был членом Бухарского научного общества БНСР.
В июле 1923 года по требованию последнего бухарского эмира Сеид Алим-хана был отправлен в Афганистан вместе с другими родственниками эмира. Умер в Кабуле в 1920-е годы.

## Творчество
Насир ад-дин является автором исторического произведения «Тухфат-уз-заирин» (перс. تحفة الزائرين‎ — «Подарок паломникам»). Работа над книгой была завершена в 1906 году.
Среди других его произведений упоминают: «Асар ус-салатин» (перс. آثار السلاطين‎ — «Достопамятные известия о правителях», 1904), посвященное истории узбекских династий шейбанидов, аштарханидов, мангытов, «Кунуз аль-аткийа» (перс. كنوز الاتقياء‎ — «Сокровища праведников»), а также «Тахкикат-и арк-и Бухара» (перс. تحقيقات ارگ بخارا‎ — «Исследования о Бухарском Арке»), написанный в 1921—1922 годах.